# 四(吡啶)过硫酸银
四(吡啶)过硫酸银是一种化合物，其中银的氧化态是不常见的+2。

## 制备
在吡啶水溶液中用过量的过硫酸钾氧化可溶银盐，可以容易制备这种盐。
2 AgNO3 + 8 C5H5N + 3 K2S2O8 → 2 [Ag(C5H5N)4]S2O8 + 2 K2SO4 + 2 KNO3

## 结构
因为Ag2+离子具有ad9构型，所以这种盐是顺磁性的。

## 性质
该化合物是非吸湿性橙色颗粒。它之所以这么稳定，是因为它难溶于极性和非极性溶剂。
该化合物在137 °C分解。它在浓硝酸中会直接溶解，不会被还原；它在氢氧化钠的水溶液中则会转化为黑色的氧化高银。
它是强氧化剂，可以将Mn2+离子氧化成高锰酸根离子。移除吡啶配体后，平面四边形的[Ag(H2O)4]2+保持不变，可以自发将水氧化成氧气。
Ag2+ + e− ⇌ Ag+ {E° = +1.980 V}

## 在有机化学中的应用
络离子能容易氧化醇、醛和胺，也可以使α-羟基羧酸和苯乙酸脱羧，生成相应的羰基化合物。它可以将苄基的C-H键氧化成羰基：
它可以将芳族硫醇和烯丙基芳基硫醚氧化成芳基磺酸，提供在温和条件下生产芳基磺酸的另一个途径。

## 安全
虽然四(吡啶)过硫酸银的爆炸性质还没有得到确认，但因该化合物的抗衡阴离子是过二硫酸根离子，所以要当作炸药处理。这个复合物还会释出微量的吡啶蒸气，是潜在的致癌物质。